# Octostruma wheeleri
Octostruma wheeleri är en myrart som först beskrevs av Mann 1922.  Octostruma wheeleri ingår i släktet Octostruma och familjen myror. Inga underarter finns listade i Catalogue of Life.